# ATC D08 – Antiszeptikumok és fertőtlenítők
Az ATC D08 – Antiszeptikumok és fertőtlenítők a gyógyszerek anatómiai, gyógyászati és kémiai osztályozási rendszerének (ATC) egyik alcsoportja.
| ATC D   | Bőrgyógyászati készítmények                                              |
| ------- | ------------------------------------------------------------------------ |
| ATC D01 | Gombás fertőzések elleni bőrgyógyászati szerek                           |
| ATC D02 | Bőrlágyító- és védőanyagok                                               |
| ATC D03 | Sebek és fekélyek kezelésére használt készítmények                       |
| ATC D04 | Viszketés elleni szerek, beleértve: antihisztaminok, érzéstelenítők stb. |
| ATC D05 | Pszoriázis elleni szerek                                                 |
| ATC D06 | Antibiotikumok és kemoterapeutikumok bőrgyógyászati használatra          |
| ATC D07 | Kortikoszteroidok, bőrgyógyászati készítmények                           |
| ATC D08 | Antiszeptikumok és fertőtlenítők                                         |
| ATC D09 | Gyógyászati kötszerek                                                    |
| ATC D10 | Acne elleni készítmények                                                 |
| ATC D11 | Egyéb bőrgyógyászati készítmények                                        |

## D08A Antiszeptikumok és fertőtlenítők

### D08AA Akridin származékok
| ATC     | Magyar           | INN                 | Gyógyszerkönyv                  |
| ------- | ---------------- | ------------------- | ------------------------------- |
| D08AA01 | Etakridin-laktát | Ethacridine lactate | Ethacridini lactas monohydricus |
| D08AA02 | 9-amino-akridin  | Aminoacridine       |                                 |
| D08AA03 | Euflavin         | Euflavine           |                                 |

### D08AC Biguanidok és amidinek
| ATC     | Magyar                    | INN                       | Gyógyszerkönyv                                                                             |
| ------- | ------------------------- | ------------------------- | ------------------------------------------------------------------------------------------ |
| D08AC01 | Dibrómpropamidin          | Dibrompropamidine         | Dibrompropamidini diisetionas                                                              |
| D08AC02 | Klórhexidin               | Chlorhexidine             | Chlorhexidini diacetas, Chlorhexidini digluconatis solutio, Chlorhexidini dihydrochloridum |
| D08AC03 | Propamidin                | Propamidine               |                                                                                            |
| D08AC04 | Hexamidin                 | Hexamidine                | Hexamidini diisetionas                                                                     |
| D08AC05 | Polihexanid               | Polihexanide              |                                                                                            |
| D08AC52 | Klórhexidin kombinációban | Klórhexidin kombinációban |                                                                                            |

### D08AEFenolés származékai
| ATC     | Magyar          | INN             | Gyógyszerkönyv |
| ------- | --------------- | --------------- | -------------- |
| D08AE01 | Hexaklorofén    | Hexachlorophene |                |
| D08AE02 | Polikrezulén    | Policresulen    |                |
| D08AE03 | Fenol           | Phenol          | Phenolum       |
| D08AE04 | Triklozán       | Triclosan       |                |
| D08AE05 | Kloroxilenol    | Chloroxylenol   |                |
| D08AE06 | Ortofenil-fenol | Biphenylol      |                |

### D08AF Nitrofurán-származékok
| ATC     | Magyar     | INN        | Gyógyszerkönyv |
| ------- | ---------- | ---------- | -------------- |
| D08AF01 | Nitrofurál | Nitrofural | Nitrofuralum   |

### D08AG Jódtartalmú készítmények
| ATC     | Magyar                         | INN                                 | Gyógyszerkönyv      |
| ------- | ------------------------------ | ----------------------------------- | ------------------- |
| D08AG01 | Jód/oktilfenoxi-poliglikoléter | Iodine/octylphenoxy polyglycolether |                     |
| D08AG02 | Povidon-jód                    | Povidone-iodine                     | Povidonum iodinatum |
| D08AG03 | Jód                            | Iodine                              | Iodum               |
| D08AG04 | Dijód-hidroxipropán            | Diiodohydroxypropane                |                     |

### D08AHKinolin-származékok
| ATC     | Magyar       | INN            | Gyógyszerkönyv       |
| ------- | ------------ | -------------- | -------------------- |
| D08AH01 | Dekvalinium  | Dequalinium    | Dequalinii chloridum |
| D08AH02 | Klorkinaldol | Chlorquinaldol |                      |
| D08AH03 | Oxikinolin   | Oxyquinoline   |                      |
| D08AH30 | Kliokinol    | Clioquinol     | Clioquinolum         |

### D08AJ Kvaterner ammónium-vegyületek
| ATC     | Magyar                           | INN                              | Gyógyszerkönyv           |
| ------- | -------------------------------- | -------------------------------- | ------------------------ |
| D08AJ01 | Benzalkónium                     | Benzalkonium                     | Benzalkonii chloridum    |
| D08AJ02 | Cetrimónium                      | Cetrimonium                      |                          |
| D08AJ03 | Cetilpiridínium                  | Cetylpyridinium                  | Cetylpyridinii chloridum |
| D08AJ04 | Cetrimid                         | Cetrimide                        | Cetrimidum               |
| D08AJ05 | Benzoxónium-klorid               | Benzoxonium chloride             |                          |
| D08AJ08 | Benzetónium-klorid               | Benzethonium chloride            | Benzethonii chloridum    |
| D08AJ10 | Dekametoxin                      | Decamethoxine                    |                          |
| D08AJ06 | Didecil-dimetilammónium-klorid   | Didecyldimethylammonium chloride |                          |
| D08AJ57 | Oktenidin kombinációban          | Oktenidin kombinációban          |                          |
| D08AJ58 | Benzetónium-klorid kombinációban | Benzetónium-klorid kombinációban |                          |
| D08AJ59 | Dodeklónium-bromid kombinációban | Dodeklónium-bromid kombinációban |                          |

### D08AK Higanytartalmú készítmények
| ATC     | Magyar             | INN                    | Gyógyszerkönyv |
| ------- | ------------------ | ---------------------- | -------------- |
| D08AK01 | Higany-amidoklorid | Mercuric amidochloride |                |
| D08AK02 | Fenilmerkuriborát  | Phenylmercuric borate  |                |
| D08AK03 | Higany(II)-klorid  | Mercuric chloride      |                |
| D08AK04 | Merbromin          | Mercurochrome          |                |
| D08AK05 | Higany, fém        | Mercury, metallic      |                |
| D08AK06 | Tiomerzál          | Thiomersal             | Thiomersalum   |
| D08AK30 | Higany(II)-jodid   | Mercuric iodide        |                |

### D08AL Ezüst-vegyületek
| ATC     | Magyar       | INN            | Gyógyszerkönyv |
| ------- | ------------ | -------------- | -------------- |
| D08AL01 | Ezüst-nitrát | Silver nitrate | Argenti nitras |
| D08AL30 | Ezüst        | Silver         |                |

### D08AX Egyéb antiszeptikumok és fertőtlenítők
| ATC     | Magyar                 | INN                    | Gyógyszerkönyv            |
| ------- | ---------------------- | ---------------------- | ------------------------- |
| D08AX01 | Hidrogén-peroxid       | Hydrogen peroxide      | Hydrogenii peroxidum      |
| D08AX02 | Eozin                  | Eosin                  |                           |
| D08AX03 | Propanol               | Propanol               | Propanolum                |
| D08AX04 | Tozilklóramid-nátrium  | Tosylchloramide sodium | Tosylchloramidum natricum |
| D08AX05 | Izopropanol            | Isopropanol            |                           |
| D08AX06 | Kálium-permanganát     | Potassium permanganate | Kalii permanganas         |
| D08AX07 | Nátrium-hipoklorit     | Sodium hypochlorite    |                           |
| D08AX08 | Etanol                 | Ethanol                | Ethanolum                 |
| D08AX53 | Propanol kombinációban | Propanol kombinációban |                           |